# Passerelle François Coty
La passerelle François Coty relie le quai De Dion Bouton à l’île de Puteaux en franchissant la route départementale 7 et le bras principal de la Seine. Elle se situe entre le pont de Puteaux et le pont de Neuilly. Elle est ouverte en septembre 2019.

## Caractéristiques générales
Cette passerelle est constituée de deux travées. La première de 34 mètres de long permet de franchir la route départementale 7 et pèse 110 tonnes,. La deuxième de 105 mètres de long permet de franchir la Seine et pèse 360 tonnes,.

## Historique

### Les principaux intervenants

#### Maîtrise d'ouvrage
Le maître d'ouvrage est la ville de Puteaux, assistée par Citallios et Oger International

#### Conception et fabrication
La conception est confiée au cabinet d’architecture Architecture Environnement Infrastructure, entouré de COREDIA (bureau d'études), Paysage et territoires, Progexial et Alliance Économie 75,,.
La fabrication métallique est réalisée par la société Viry,.
Le gros œuvre est réalisé par les Chantiers Modernes.

## Caractéristiques techniques
- 510 tonnes d’acier pour la charpente métallique. L'essentiel des aciers utilisés sont de nuance S355 et S460[3].
- 2 000 m3 de terre terrassée.
- 350 m2 de platelage bois posés sur l’ouvrage.
- 800 mètres linéaires de garde-corps vitrés et d'une main courante en inox[1],[7],[8].

## Accès
À partir du quai De Dion Bouton :
- du côté Puteaux, l'accès se fait soit par un escalier, soit par un ascenseur.
- du côté Seine, par deux escaliers.

Sur l'île de Puteaux :
- au niveau supérieur à l'allée Georges Hassoux donnant accès aux équipements sportifs situés sur l'île.
- au niveau inférieur le chemin pédestre bordant la Seine.

La passerelle est accessible de 6 à 23 heures.

## Polémique sur le nom
La passerelle est nommée en hommage à François Coty, industriel et homme politique de droite à la personnalité controversée, ce qui provoque l'incompréhension de Christophe Grébert, de journalistes et de Laurent Joly,.